# Uwe Scharf
Uwe Scharf ( 1965 - ) es un botánico alemán.

## Algunas publicaciones
- 2004. Die Gattung Hoya (Apocynaceae) - ein Porträt. En: Kakteen und andere Sukkulenten 57 ( 1) : 1–10

### Libros
- gabi Christa, uwe Scharf. 2010. TransNamib: Dimensionen einer Wüste ( TransNamibia: dimensiones de un desierto). Sandneurosen Reiselit. 220 pp. ISBN 3939792020

- ---------------, --------------. 2009. Südliches Afrika abseits ausgetretener Pfade ( Sudáfrica fuera de los caminos). Sandneurosen Reiseliteraturverlag. 202 pp. ISBN 3939792012

- ---------------, --------------. 2006. Transafrika: mit dem Allrad in 100 Tagen zum Kap der Guten Hoffnung ( TransÁfrica en ruedas en 100 días por el Cabo de Buena Esperanza). Sandneurosen Reiselit. 208 pp. ISBN 3939792004

- 2002. Botanical exploration in Guyana, Suriname and French Guiana: taxonomic research on Guatteria and other Annonaceae, 11 September - 01 November 2001. Nationaal Herbarium Nederland. 23 pp.

## Honores

### Epónimos
Especies
- (Orchidaceae) Elleanthus scharfii Dodson[1]
- (Orchidaceae) Epidendrum scharfii Hágsater & Dodson[2]

- La abreviatura «Scharf» se emplea para indicar a Uwe Scharf como autoridad en la descripción y clasificación científica de los vegetales.[3]